# Bolangera
Bolangera is een geslacht van vliesvleugeligen uit de familie Encyrtidae. De wetenschappelijke naam van dit geslacht is voor het eerst geldig gepubliceerd in 1986 door Hayat & Noyes.

## Soorten
Het geslacht Bolangera is monotypisch en omvat slechts de volgende soort:
- Bolangera sankarani Hayat & Noyes, 1986